# Vipio lalapasaensis
Vipio lalapasaensis är en stekelart som först beskrevs av Ahmet Beyarslan 1992.  Vipio lalapasaensis ingår i släktet Vipio och familjen bracksteklar. Inga underarter finns listade i Catalogue of Life.